# Аутсайдери (фільм, 2024)
«Аутсайдери» (англ. The Underdoggs, від англ. underdog, невдаха, аутсайдер) — американський комедійно-драматичний спортивний фільм 2024 року режисера Чарльза Стоуна III за сценарієм Денні Сігала та Айзека Шаміса. У фільмі зіграли Снуп Догг, Тіка Самптер, Ендрю Шульц, Майк Еппс, Кел Пенн, Канді Беррусс і Джордж Лопес.
«Аутсайдери» випущені Amazon MGM Studios ексклюзивно на платформі Prime Video 26 січня 2024 року.

## Сюжет
Джейсен Дженнінгз — колишня зірка Національної футбольної ліги на прізвисько «Два Джі», що має репутацію зарозумілого, егоцентричного та неповажного. Після сварки зі своїм давнім агентом сердитий Дженнінгз необережно виїжджає на перехрестя, в результаті чого міський автобус збиває його автомобіль. За звинуваченням у завданні шкоди майну міста та небезпечне водіння йому присуджують громадські роботи.
Повернувшись у рідне місто Лонг-Біч, Джейсен знову зустрічається зі старим другом, Карімом, і отримує можливість пройти випробувальний термін, тренуючи місцеву дитячу футбольну команду. Спочатку спонукуваний егоїстичними міркуваннями, «Два Джі» намагається використати команду як засіб відновити свою популярність та кар'єру, але згодом плани змінюються — Дженсен усвідомлює, що намагання юних гравців нагадують йому про перешкоди, з якими колись зіткнувся він сам.
Під керівництво колишньої зірки гравці зростають у грі та доходять до фіналу чемпіону дитячої ліги, що демонструє трансформацію і Джейсена, і команди. У підсумку він надає перевагу дітям, а не спокусливій пропозиції вести телешоу, наголошуючи на важливості сім'ї та стійкості.

## Акторський склад
- Snoop Dogg — Джейсен
  - Еліас Фергюсон — Джейсен у юності
- Тіка Самптер — Шеріз
- Джоніган Бут — Тре, син Шеріз
- Калеб Діксон — Двейн
- Адан Джеймс Каррілло — Тоні
- Александер Майкл Гордон — Гері
- Кайла Давіла — «Привид»
- Майк Еппс — Карім
- Джордж Лопес — тренер Фейс
- Шаморі Вашингтон — Бейл
- Шелл Перселл — Еза, мати Гері
- Ендрю Шульц — Чіп Коллінз
- Кел Пенн — Раян Кауфман
- Луїс Ернандес — батько Тоні
- Ненсі Де Майо — мати Тоні
- Канді Беррусс — суддя Тара
- Том Скотт II — спортивний суддя

## Виробництво
Ідея фільму належить Снуп Доггу і Констанс Шварц-Моріні. 2 серпня 2022 року було оголошено, що Снуп Догг зіграє головну роль і спродюсує фільм разом зі Шварц-Моріні та іншими, режисером буде Чарльз Стоун III, авторами сценарію — Денні Сігал та Айзек Шаміс. 4 жовтня 2022 року було оголошено, що до акторського складу приєдналися Тіка Самптер, Майк Еппс, Ендрю Шульц і Джордж Лопес, а також діти-актори: Джоніган Бут, Адам Джеймс Каррілло, Кайла Давіла, Калеб Діксон, Александер Майкл Гордон і Шаморі Вашингтон.
Основні зйомки розпочалися в Атланті, штат Джорджія, 26 вересня 2022 року і тривали сім тижнів.

## Випуск
Спочатку планувалося випустити «Аутсайдери» (англ. The Underdoggs) в кінотеатрах 20 жовтня 2023 року, але пізніше дату виходу змінили на 26 січня 2024 року. У грудні 2023 року було оголошено, що фільм не буде показуватися в кінотеатрах, а вийде лише на Amazon Prime Video через те, що протягом літа у прокат вийшло багато успішних комедійних фільмів із рейтингом R.

## Сприйняття
На вебсайті агрегатора рецензій Rotten Tomatoes 39 % із 41 відгуків критиків є позитивними із середньою оцінкою 4,3/10. Консенсус сайту говорить: «Снуп Догг залишається привабливим на екрані, а Underdoggs пропонують свою порцію сміху, але ця груба молодіжна спортивна комедія не показала нічого краще з того, що глядачі вже бачили». Metacritic, який використовує середньозважену оцінку, поставив фільму оцінку 38 зі 100 на основі 8 критиків, вказуючи на «загалом несприятливі» рецензії.